# MTV Europe Music Awards de 2015
O MTV Europe Music Awards de 2015 foi realizado em 25 de outubro de 2015, no Mediolanum Forum, em Assago, perto de Milão, Itália.
Esta foi a terceira vez que a premiação aconteceu na Itália, a segunda vez que Milão foi a cidade anfitriã, e a primeira (e até agora, a única) vez que a premiação foi realizada em outubro. A premiação foi realizada no mesmo local do MTV EMA de 1998. Em 30 de setembro de 2015, foi anunciado que o cantor Ed Sheeran seria o apresentador da premiação, junto com a atriz Ruby Rose.
Em associação com os EMAs, a MTV Itália organizou um evento chamado MTV Music Week, que decorreu de 19 a 25 de outubro.  Além disso, nas noites de 24 e 25 de outubro, foram realizados dois concertos na Piazza del Duomo, em Milão, um dos quais relacionado com o MTV World Stage. Artistas internacionais e italianos se apresentaram em ambas as noites, incluindo Ellie Goulding, Marco Mengoni, Duran Duran, Martin Garrix e Afrojack.
Justin Bieber foi o grande vencedor da cerimônia, ganhando seis dos oito prêmios a que fora indicado, incluindo Melhor Artista Masculino e Melhor Artista Mundial. Taylor Swift era a artista mais indicada, com um total de nove, mas ganhou apenas um prêmio.

## Apresentações
| Artista(s)                | Canção(ões) | Apresentado(s) por   |
| Pré-show                  | Pré-show | Pré-show             |
| ------------------------- | --- | -------------------- |
| Fifth Harmony             | "Worth It" | —                    |
| Premiação                 | |                      |
| Macklemore & Ryan Lewis   | "Downtown" | —                    |
| Jason Derulo              | "Want to Want Me" | Ed Sheeran Ruby Rose |
| Ellie Goulding            | "Love Me like You Do" | Ruby Rose            |
| Twenty One Pilots         | "Tear in My Heart"" | Ed Sheeran           |
| Rudimental Ed Sheeran     | "Lay It All on Me" | Ruby Rose            |
| Justin Bieber             | "What Do You Mean?" | Ed Sheeran           |
| Jess Glynne               | "My Love" "Hold My Hand" Don't Be So Hard on Yourself" | Ed Sheeran           |
| James Bay                 | "Hold Back the River" | —                    |
| Tori Kelly Andrea Bocelli | "Should've Been Us" (Kelly) "No Scrubs" (Kelly) "Real Love" (Kelly) "Ready or Not" (Kelly) "Con te Partirò" (Bocelli) "Just Give Me a Reason" (Kelly e Bocelli) | Ed Sheeran Ruby Rose |
| Pharrell Williams         | "Freedom" | Ed Sheeran           |

Notas
1. ↑  Ao vivo da Piazza del Duomo, em Milão, Itália.

## Vencedores e indicados
| Melhor Canção | Melhor Vídeo (apresentado por Hailey Baldwin, Bianca Balti e Tinie Tempah) |
| --- | --- |
| - Taylor Swift com part. de Kendrick Lamar — "Bad Blood" - Ellie Goulding — "Love Me Like You Do" - Major Lazer e DJ Snake com part. de MØ — "Lean On" - Mark Ronson com part. de Bruno Mars — "Uptown Funk" - Wiz Khalifa com part. de Charlie Puth — "See You Again" | - Macklemore & Ryan Lewis — "Downtown" - Pharrell Williams — "Freedom" - Taylor Swift com part. de Kendrick Lamar — "Bad Blood" - Sia — "Elastic Heart" - Kendrick Lamar — "Alright" |
| Melhor Cantora | Melhor Cantor (apresentado por Shay Mitchell e Ashley Benson) |
| - Rihanna - Ellie Goulding - Miley Cyrus - Nicki Minaj - Taylor Swift | - Justin Bieber - Ed Sheeran - Kanye West - Jason Derulo - Pharrell Williams |
| Artista Revelação | Melhor Colaboração (apresentado por Martin Garrix e Charli XCX) |
| - Shawn Mendes - Tori Kelly - Jess Glynne - James Bay - Echosmith | - Skrillex e Diplo com part. de Justin Bieber — "Where Are Ü Now" - Mark Ronson com part. de Bruno Mars — "Uptown Funk" - Wiz Khalifa com part. de Charlie Puth — "See You Again" - Taylor Swift com part. de Kendrick Lamar — "Bad Blood" - David Guetta com part. de Nicki Minaj, Bebe Rexha e Afrojack — "Hey Mama" |
| Melhor Artista de Pop | Melhor Artista de Musica Eletrônica |
| - One Direction - 5 Seconds of Summer - Ariana Grande - Justin Bieber - Taylor Swift | - Martin Garrix - Avicii - Calvin Harris - David Guetta - Major Lazer |
| Melhor Artista de Rock | Melhor Artista Alternativo |
| - Coldplay - AC/DC - Foo Fighters - Muse - Royal Blood | - Lana Del Rey - Fall Out Boy - Florence and the Machine - Lorde - Twenty One Pilots |
| Melhor Artista de Hip-Hop (apresentado por Novak Djokovic) | Melhor Artista Ao Vivo (apresentado por Mark Ronson) |
| - Nicki Minaj - Kendrick Lamar - Drake - Wiz Khalifa - Kanye West | - Ed Sheeran - Foo Fighters - Katy Perry - Lady Gaga e Tony Bennett - Taylor Swift |
| Melhor Apresentação no World Stage | Melhor Artista Push |
| - Ed Sheeran - Afrojack - Alicia Keys - B.o.B. - Biffy Clyro - Charli XCX - Dizzee Rascal - Iggy Azalea - Jason Derulo - Jessie Ware - Kaiser Chiefs - Slash - Tomorrowland - YG                                                                                       | - Shawn Mendes - James Bay - Jess Glynne - Echosmith - Kwabs - Natalie La Rose - Royal Blood - Shamir - Tori Kelly - Years & Years - Zara Larsson |
| Maiores Fãs (apresentado por Laura Whitmore) | Melhor Visual (apresentado por Fifth Harmony) |
| - Justin Bieber - 5 Seconds of Summer - Katy Perry - One Direction - Taylor Swift | - Justin Bieber - Taylor Swift - Macklemore & Ryan Lewis - Nicki Minaj - Rita Ora |
| Artista em Ascenção | Prêmio Vídeo Visionário (apresentado por Ruby Rose) |
| - Troye Sivan - Tori Kelly - Travis Scott - Halsey - Kygo | Duran Duran |

## Vencedores e indicados regionais

### Europa
| Melhor Artista Adriático                                                | Melhor Artista Belga                                                                     |
| ----------------------------------------------------------------------- | ---------------------------------------------------------------------------------------- |
| - Daniel Kajmakoski - 2Cellos - Hladno pivo - Marčelo - Sassja          | - Dimitri Vegas & Like Mike - Lost Frequencies - Netsky - Oscar & The Wolf - Selah Sue   |
| Melhor Artista Dinamarquês                                              | Melhor Artista Holandês                                                                  |
| - Lukas Graham - Ankerstjerne - Christopher - Djämes Braun - Topgunn    | - Kensington - Dotan - Martin Garrix - Natalie La Rose - Oliver Heldens                  |
| Melhor Artista Finlandês                                                | Melhor Artista Frances                                                                   |
| - JVG - Antti Tuisku - Kasmir - Mikael Gabriel - Robin                  | - Black M - The Dø - The Avener - Christine and the Queens - Fréro Delavega              |
| Melhor Artista Germano                                                  | Melhor Artista Grego                                                                     |
| - Lena - Andreas Bourani - Cro - Revolverheld - Robin Schulz            | - Giorgos Mazonakis - Stavento - Rec - Despina Vandi - Giorgos Sampanis                  |
| Melhor Artista Israelense                                               | Melhor Artista Italiano                                                                  |
| - Eliad - Café Shahor Hazak - Eden Ben Zaken - E-Z - Guy & Yahel        | - Marco Mengoni - Fedez - The Kolors - J-Ax - Tiziano Ferro                              |
| Melhor Artista Norueguês                                                | Melhor Artista Polonês                                                                   |
| - Astrid S - Donkeyboy - Kygo - Madcon - Sandra Lyng                    | - Margaret - Natalia Nykiel - Sarsa - Tabb & Sound'n'Grace - Tede                        |
| Melhor Artista Português                                                | Melhor Artista Romeno                                                                    |
| - Agir - Carlão - Carolina Deslandes - D.A.M.A - Richie Campbell        | - Inna - Dan Bittman - Feli - Randi - Smiley                                             |
| Melhor Artista Russo                                                    | Melhor Artista Espanhol                                                                  |
| - MBAND - IOWA - Quest Pistols - Serebro - Ivan Dorn                    | - Sweet California - Alejandro Sanz - Leiva - Neuman - Rayden                            |
| Melhor Artista Sueco                                                    | Melhor Artista Suíço                                                                     |
| - The Fooo Conspiracy - Alesso - Avicii - Tove Lo - Zara Larsson        | - Stefanie Heinzmann - DJ Antoine - Lo & Leduc - Can "Stress" Canatan - 77 Bombay Street |
| Melhor Artista Britânico e Irlandês                                     |                                                                                          |
| - Little Mix - Jess Glynne - One Direction - Ed Sheeran - Years & Years |                                                                                          |

### África
| Melhor Artista Africano                                    |
| ---------------------------------------------------------- |
| - Diamond Platnumz - Yemi Alade - AKA - Davido - DJ Arafat |

### Ásia
| Melhor Artista Chinês e Honconguês                                                                  | Melhor Artista Indiano                                                       |
| --------------------------------------------------------------------------------------------------- | ---------------------------------------------------------------------------- |
| - Jane Zhang - Han Geng - Leo Ku - Tan Weiwei - Uniq                                                | - Priyanka Chopra - Indus Creed - Monica Dogra - The Ska Vengers - Your Chin |
| Melhor Artista Japonês                                                                              | Melhor Artista Coreano                                                       |
| - Dempagumi.inc - Babymetal - Sandaime J Soul Brothers - One Ok Rock - Sekai no Owari               | - BTS - B1A4 - Got7 - GFriend - VIXX                                         |
| Melhor Artista do Sudeste Asiático                                                                  | Melhor Artista Taiwanês                                                      |
| - Sơn Tùng M-TP - Faizal Tahir - James Reid - Nadine Lustre - Noah - Slot Machine - The Sam Willows | - Jay Chou - JJ Lin - Jolin Tsai - Kenji Wu - Leehom Wang                    |

### Austrália e Nova Zelândia
| Melhor Artista Australiano                                           | Melhor Artista Neozelandês                               |
| -------------------------------------------------------------------- | -------------------------------------------------------- |
| - 5 Seconds of Summer - Guy Sebastian - Peking Duk - Sia - Vance Joy | - Savage - Avalanche City - Gin Wigmore - Six60 - Broods |

### América Latina
| Melhor Artista Brasileiro                                      | Melhor Artista do Norte da América Latina                         |
| -------------------------------------------------------------- | ----------------------------------------------------------------- |
| - Anitta - Emicida - Ludmilla - MC Guimê - Projota             | - Mario Bautista - Enjambre - Ha*Ash - Kinky - Natalia Lafourcade |
| Melhor Artista do Centro da América Latina                     | Melhor Artista do Sul da América Latina                           |
| - J Balvin - ChocQuibTown - Javiera Mena - Pasabordo - Piso 21 | - Axel - Indios - Maxi Trusso - No Te Va Gustar - Tan Biónica     |

### América do Norte
| Melhor Artista Canadense                                               | Melhor Artista Estadunidense                                         |
| ---------------------------------------------------------------------- | -------------------------------------------------------------------- |
| - Justin Bieber - Carly Rae Jepsen - Drake - Shawn Mendes - The Weeknd | - Taylor Swift - Beyoncé - Kendrick Lamar - Nick Jonas - Nicki Minaj |

## Vencedores e indicados globais
| Melhor Artista Europeu |
| --- |
| - Marco Mengoni - Agir - Astrid S - Black M - Daniel Kajmakoski - Dimitri Vegas & Like Mike - Eliad - Giorgos Mazonakis - Inna - JVG - Kensington - Lena Meyer-Landrut - Little Mix - Lukas Graham - Margaret - MBAND - Stefanie Heinzmann - Sweet California - The Fooo Conspiracy |

| Melhor Artista Africano e Indiano    |
| ------------------------------------ |
| - Diamond Platnumz - Priyanka Chopra |

| Melhor Artista Asiático                                       |
| ------------------------------------------------------------- |
| - Jane Zhang - Dempagumi.inc - BTS - Sơn Tùng M-TP - Jay Chou |

| Melhor Artista Australiano e Neozelandês |
| ---------------------------------------- |
| - 5 Seconds of Summer - Savage           |

| Melhor Artista Latino Americano             |
| ------------------------------------------- |
| - Anitta - Axel - J Balvin - Mario Bautista |

| Melhor Artista Norte Americano (apresentado por Ruby Rose) |
| ---------------------------------------------------------- |
| - Justin Bieber - Taylor Swift                             |